# Gouvernement Straujuma I
 (septembre 2023).
Si vous disposez d'ouvrages ou d'articles de référence ou si vous connaissez des sites web de qualité traitant du thème abordé ici, merci de compléter l'article en donnant les références utiles à sa vérifiabilité et en les liant à la section « Notes et références ».
République de Lettonie
Dombrovskis III Straujuma II
Le gouvernement Straujuma I (en letton : Straujumas 1. Ministru kabinets) est le gouvernement de la République de Lettonie entre le 22 janvier et le 5 novembre 2014, durant la onzième législature de la Diète.

## Coalition
Dirigé par le nouveau Premier ministre conservateur Laimdota Straujuma, ce gouvernement est constitué et soutenu par une coalition de centre droit entre Unité le Parti réformateur (RP), l'Alliance nationale (NA) et l'Union des verts et des paysans (ZZS). Ensemble, ils disposent de 63 députés sur 100 à la Diète.
Il a est formé à la suite de la démission du Premier ministre conservateur Valdis Dombrovskis, au pouvoir depuis mars 2009, et succède au gouvernement Dombrovskis III, constitué et soutenu par Unité, le RP et la NA. Le 27 novembre 2013, à la suite de l'effondrement d'un supermarché à Riga dont il dit assumer « la responsabilité politique », le chef du gouvernement quitte ses fonctions. Après six semaines de consultations, le président de la République Andris Bērziņš annonce le 6 janvier 2014 la nomination de Laimdota Straujuma, proposée par Unité, à la direction du gouvernement.
À l'occasion des élections législatives du 4 octobre suivant, la majorité parlementaire sortante est reconduite, Unité devenant la première force de la coalition au pouvoir. En conséquence, Laimdota Straujuma forme son second cabinet avec les mêmes alliés.

## Composition
- Les nouveaux ministres sont indiqués en gras, ceux ayant changé d'attributions en italique.

| Portefeuille                                                              | Nom | Nom | Nom                                     | Parti |
| ------------------------------------------------------------------------- | --- | --- | --------------------------------------- | ----- |
| Premier ministre                                                          |     |     | Laimdota Straujuma                      | Unité |
| Ministre de la Défense                                                    |     |     | Raimonds Vējonis                        | ZZS   |
| Ministre des Affaires étrangères                                          |     |     | Edgars Rinkēvičs                        | RP    |
| Ministre des Affaires économiques                                         |     |     | Vjačeslavs Dombrovskis                  | RP    |
| Ministre des Finances                                                     |     |     | Andris Vilks                            | Unité |
| Ministre de l'Intérieur                                                   |     |     | Rihards Kozlovskis                      | RP    |
| Ministre de l'Éducation et de la Science                                  |     |     | Ina Druviete                            | Unité |
| Ministre de la Culture                                                    |     |     | Dace Melbārde                           | Sans  |
| Ministre du Bien-être social                                              |     |     | Uldis Augulis                           | ZZS   |
| Ministre des Transports                                                   |     |     | Anrijs Matīss                           | Sans  |
| Ministre de la Justice                                                    |     |     | Baiba Broka (jusqu'au 06/08/2014)       | NA    |
| Ministre de la Justice                                                    |     |     | Gaidis Bērziņš (à partir du 21/08/2014) | NA    |
| Ministre de la Santé                                                      |     |     | Ingrīda Circene (jusqu'au 10/07/2014)   | Unité |
| Ministre de la Santé                                                      |     |     | Laimdota Straujuma (par intérim)        | Unité |
| Ministre de la Protection de l'environnement et du Développement régional |     |     | Einārs Cilinskis (jusqu'au 14/03/2014)  | NA    |
| Ministre de la Protection de l'environnement et du Développement régional |     |     | Romāns Naudiņš (à partir du 27/03/2014) | NA    |
| Ministre de l'Agriculture                                                 |     |     | Jānis Dūklavs                           | Sans  |